# Maximilian Gritzner
Maximimilian Gritzner (Sorau, 29 de julio de 1843-Steglitz, 10 de julio de 1902) fue un heraldista alemán especialmente destacado durante el período conocido como Guillerminismo.

## Biografía
Fue uno de los hijos del notario y jurista Adolf Gritzner (1810-1859) y su esposa, Friederike von Dresky (1821–78). Sus padres se habían casado en 1842 en su misma ciudad natal, Sorau, situada en la actual Polonia, pero perteneciente entonces al reino de Prusia (desde 1815 y como parte de la Baja Lusacia).
Se graduó en 1862 del gimnasio de Sorau, ingresando a continuación en el ejército prusiano para seguir la carrera militar. Fue herido en la batalla de Könniggrätz en 1866, perdiendo una de sus piernas como consecuencia y dejando el servicio militar activo el año siguiente. En 1872 comenzó a trabajar en el ministerio del interior del reino de Prusia. 
Su carrera como genealogista y heraldista comenzó hacia el momento de su incorporación al ministerio del interior prusiano. Tuvo una gran importancia en el desarrollo y consolidación de la terminología heráldica en alemán. Fue heraldo del reino de Prusia y se encargó de estudiar los ennoblecimientos en Prusia y Brandenburgo desde 1600 hasta 1873. También participó en el armorial general de J. Siebmacher, Grosses und allgemeines Wappenbuch, obra de referencia en la heráldica europea.

## Obras
- Wappenalbum der gräflichen Familien Deutschlands und Österreich-Ungarns. Weigel, Leipzig 1885–1890
- Der Adel des Grossherzogtums Oldenburg. Bauer & Raspe, Núremberg 1872
- Briefadel in Preußen. 1873.
- Chronologische Matrikel der Brandenburgisch-Preußischen Standeserhöhungen und Gnadenacte von 1600–1873. Berlín 1874 (Digitalizado); (Digitalizado)
- Flaggen und Banner. Bauer & Raspe, Núremberg, 1878
- Bayerisches Adels-Repertorium der letzten drei Jahrhunderte, nach amtlichen Quellen gesammelt und zusammengestellt. Starke, Görlitz 1880.
- Standes-Erhebungen und Gnaden-Acte deutscher Landesfürsten während der letzten drei Jahrhunderte. 2 volúmenes, Starke, Görlitz 1880/1881
- Grundsätze der Wappenkunst, verbunden mit einem Handbuch der heraldischen Terminologie. Bauer & Raspe, Nürnberg 1889–1890 (Digitalizado; Nachdruck unter dem Titel Großes und allgemeines Wappenbuch. Bremen 2012.)
- Amyntha. Ein Rheinischer Sang. Elischer Nachf., Leipzig 1892.
- Handbuch der heraldischen Terminologie in zwölf (germanischen und romanischen) Zungen. Bauer & Raspe, Núremberg 1890.
- Handbuch der Ritter- und Verdienstorden aller Kulturstaaten der Welt innerhalb des XIX. Jahrhunderts. Leipzig 1893 (Digitalizado en Internet Archive); Nachdruck: Reprint-Verlag, Holzminden 2000, ISBN 3-8262-0705-X (Título: Handbuch der Ritter- und Verdienstorden aller Kulturstaaten der Welt).
- Handbuch der im Deutschen Reiche, in Oesterreich-Ungarn, Dänemark, Schweden und den russischen Ostseeprovinzen bestehenden Damen-Stifter und im Range gleichstehender Wohlthätigkeitsanstalten, nebst den Ordenszeichen der Ersteren. Keller, Fráncfort del Meno 1893.
- Die altpreussischen aufgehobenen Dom-Kollegiate, deren innere Verfassung und ihre Orden und Ehrenzeichen. Biblio, Osnabrück 1987, ISBN 3-7648-1073-4.

## Órdenes y cargos

### Órdenes

#### Reino de Prusia
- Caballero de cuarta clase de la orden del Águila Roja.[4]
- Caballero de cuarta clase (con espadas) de la real orden de la Corona de Prusia.[4]

#### Extranjeras
- Caballero de cuarta clase de la Orden de San Miguel. (Reino de Baviera)[4]
- Condecorado con la Medalla de Luis para la Ciencia, Arte e Industria  (Ludwigsmedaille für Wissenschaft, Kunst und Industrie). (Reino de Baviera)[4]
- Condecorado con la Medalla (de oro) para las Artes y las Ciencias (Medaille für Kunst und Wissenschaft). (Gran Ducado de Mecklemburgo-Schwerin)[4]
- Caballero de la orden imperial de Francisco José. (Imperio austrohúngaro)[4]
- Comendador de la Orden de Cristo. (Reino de Portugal)[4]
- Caballero de la Orden de Nuestra Señora de la Concepción de Villaviciosa. (Reino de Portugal)[4]
- Caballero de segunda clase de la Orden de la Casa Ernestina de Sajonia. (Ducados ernestinos)[4]

### Cargos
- Consejero de cancillería (Kanzlei-Rath). (Reino de Prusia)[4]
- Bibliotecario del Ministerio del Interior (Reino de Prusia)[4]

### Individuales
1. ↑  «von Dresky und Merzdorf». Jahrbuch des deutschen Adels (en alemán) 1. Bruer. 1896. p. 518. Consultado el 30 de julio de 2022.
2. ↑  Cecil, Lamar (1970). «The Creation of Nobles in Prussia, 1871-1918». The American Historical Review 75 (3): 757-795. ISSN 0002-8762. doi:10.2307/1854529. Consultado el 30 de julio de 2022.
3. ↑  Gritzner, Maximilian. J. Siebmacher's grosses und allgemeines Wappenbuch. Bd. 3. Abth. 11, Der Adel der russischen Ostseeprovinzen. T. 2, Der nichtimmatrikulirte Adel (en alemán). Volumen 3, sección 11. Núremberg: Bauer & Raspe. Consultado el 30 de julio de 2022.
4. 1 2 3 4 5 6 7 8 9 10 11  «Handbuch über den Königlich Preussischen Hof und Staat. 1896». Handbuch über den Königlich Preussischen Hof und Staat (en alemán) (Berlín): 118. 1896. Consultado el 30 de julio de 2022.